# Pauline Moran
Pauline Moran (ur. 1947 w Blackpool, Lancashire) – brytyjska aktorka telewizyjna, filmowa i teatralna. Znana jest głównie z roli panny Felicity Lemon w serialu opowiadającym o przygodach słynnego detektywa Herkulesa Poirota – Poirot.
Nauki pobierała w kilku szkołach m.in. w National Youth Theatre i Królewskiej Akademii Sztuk Dramatycznych. Od 1987 roku jest również profesjonalnym astrologiem. Chociaż głównie jest aktorką teatralną, wystąpiła w filmach takich jak: Three Weeks (1977), The Five Minute Films (1982) czy Kobieta w czerni (1989) oraz w kilkunastu serialach np. The Cleopatras (1983) i The Good Soldier (1981). Od 1965 do 1970, grała na gitarze basowej w girlsbandzie The She Trinity. Występuje w teatrach takich jak Royal Shakespeare Company i Glasgow Citizens Theatre.

## Filmografia
- (1976) The ITV Play
- (1977) Three Weeks
- (1977) Romance
- (1978) Nicholas Nickleby
- (1978) Supernatural
- (1979) Crown Court
- (1980) The Good Soldier
- (1981) The Trespasser
- (1982) Five-Minute Films
- (1983) The Cleopatras
- (1984) The Prisoner of Zenda
- (1986) The Storyteller
- (1988) Shadow of the Noose
- (1989) Kobieta w czerni
- (1989–2013) Poirot
- (1995) Bugs
- (2003) Byron
- (2006) This Morning
- (2007) Super Sleuths
- (2010) The People's Detective
- (2014) A Little Chaos